# Diego Córdoba Lasso de la Vega
Diego Córdoba Lasso de la Vega (? - falecido em Madrid, 1720) foi um militar e administrador colonial espanhol, na América, que desempenhou vários cargos na América colonial, entre outros, o de Presidente da Real Audiência de Santa Fe de Bogotá (entre 1703–10 e 1711–12).